# Olympische Winterspiele 2018/Teilnehmer (Argentinien)
| Gelbes Symbol für Goldmedaillen mit stilisierten Olympischen Ringen | Graues Symbol für Silbermedaillen mit stilisierten Olympischen Ringen | Braundes Symbol für Bronzemedaillen mit stilisierten Olympischen Ringen |
| ------------------------------------------------------------------- | --------------------------------------------------------------------- | ----------------------------------------------------------------------- |
| —                                                                   | —                                                                     | —                                                                       |

Argentinien nahm an den Olympischen Winterspielen 2018 in Pyeongchang mit sieben Athleten in vier Disziplinen teil, davon vier Männer und drei Frauen. Fahnenträger bei der Eröffnungsfeier war Sebastiano Gastaldi.

## Teilnehmer nach Sportarten

### Rennrodeln
| Athleten               | Wettbewerbe | Lauf 1   | Lauf 1 | Lauf 2   | Lauf 2 | Lauf 3   | Lauf 3 | Lauf 4        | Lauf 4        | Total        | Total |
| Athleten               | Wettbewerbe | Zeit     | Rang   | Zeit     | Rang   | Zeit     | Rang   | Zeit          | Rang          | Zeit         | Rang  |
| ---------------------- | ----------- | -------- | ------ | -------- | ------ | -------- | ------ | ------------- | ------------- | ------------ | ----- |
| Frauen                 |             |          |        |          |        |          |        |               |               |              |       |
| Verónica María Ravenna | Einzel      | 47,175 s | 22     | 47,788 s | 26     | 47,739 s | 24     | ausgeschieden | ausgeschieden | 2:22,702 min | 24    |

### Ski Alpin
| Athleten            | Wettbewerbe  | 1. Lauf     | 2. Lauf       | Gesamt        | Gesamt        |
| Athleten            | Wettbewerbe  | Zeit        | Zeit          | Zeit          | Rang          |
| ------------------- | ------------ | ----------- | ------------- | ------------- | ------------- |
| Frauen              |              |             |               |               |               |
| Nicol Gastaldi      | Riesenslalom | 1:18,06 min | 1:15,38 min   | 2:33,44 min   | 42            |
| Nicol Gastaldi      | Slalom       | DNF         | ausgeschieden | ausgeschieden | ausgeschieden |
| Männer              |              |             |               |               |               |
| Sebastiano Gastaldi | Riesenslalom | DNF         | ausgeschieden | ausgeschieden | ausgeschieden |

### Skilanglauf
| Athleten          | Wettbewerbe    | Zeit        | Rang |
| ----------------- | -------------- | ----------- | ---- |
| Frauen            |                |             |      |
| Cecilia Domínguez | 10 km Freistil | 34:16,1 min | 87   |
| Männer            |                |             |      |
| Matías Zuloaga    | 15 km Freistil | 42:27,5 min | 100  |

### Snowboard
| Athleten       | Wettbewerbe | Qualifikation | Qualifikation | Finale        | Finale        | Rang |
| Athleten       | Wettbewerbe | Punkte        | Rang          | Punkte        | Rang          | Rang |
| -------------- | ----------- | ------------- | ------------- | ------------- | ------------- | ---- |
| Männer         |             |               |               |               |               |      |
| Matias Schmitt | Big Air     | 51,75         | 15            | ausgeschieden | ausgeschieden | 30   |
| Matias Schmitt | Slopestyle  | 50,86         | 12            | ausgeschieden | ausgeschieden | 24   |

| Athleten        | Wettbewerbe    | Qualifikation | Qualifikation | Achtelfinale | Viertelfinale | Halbfinale    | Finale        | Rang |
| Athleten        | Wettbewerbe    | Zeit          | Rang          | Rang         | Rang          | Rang          | Rang          | Rang |
| --------------- | -------------- | ------------- | ------------- | ------------ | ------------- | ------------- | ------------- | ---- |
| Männer          |                |               |               |              |               |               |               |      |
| Steven Williams | Snowboardcross | 1:15,35 min   | 29            | 4            | ausgeschieden | ausgeschieden | ausgeschieden | 30   |